# Nektarvögel
Die Nektarvögel (Nectariniidae), auch Honigsauger genannt, sind eine artenreiche Familie in der Ordnung der Sperlingsvögel (Passeriformes). Die Familie umfasst 15 Gattungen.

## Verbreitung
Über die Hälfte der Arten der Nektarvögel ist in Afrika, südlich der Sahara, verbreitet. Die weiteren Arten haben ihren Lebensraum von Südasien bis nach Australien. Im Himalaya kommen sie bis in Höhenlagen von fast 4900 m vor (Feuerschwanz-Nektarvogel).

## Merkmale
Die recht lebhaften Nektarvögel sind ökologisch gesehen die Gegenstücke der Alten Welt zu den amerikanischen Kolibris. Ihr Flug ist jedoch nicht so wendig, und sie können im Gegensatz zu den Kolibris nur eine kurze Zeit auf der Stelle schweben. Sie verfügen über kräftige Beine, mit denen sie bei der Nahrungsaufnahme sitzen können, und – wie die Honigfresser – über einen langen, abwärtsgebogenen Schnabel. Ihre lange Zunge, mit der sie den Nektar aus den Blüten saugen und Insekten fangen, kann weit hervorgestreckt werden. Die Männchen sind oft bunt gefärbt und tragen ein metallisch glänzendes Gefieder. Die Weibchen sind bis auf wenige Ausnahmen unscheinbarer.

## Ernährung
Sie ernähren sich vorwiegend von Nektar, des Weiteren von Insekten und Spinnen.

## Fortpflanzung
Das Gelege besteht meist aus zwei Eiern. Die Nester, die an den Zweigen oder an den großen Blättern der Bäume hängen, sind beutelförmig und geschlossen; seitlich befindet sich ein schmaler Eingang. Als zusätzlichen Schutz vor Feinden wird das Nest manchmal nah bei einem Wespennest errichtet. Das Weibchen brütet die Eier alleine aus und wird nur beim Nestbau und bei der Fütterung vom Männchen unterstützt.

Nester von Nektarvögeln
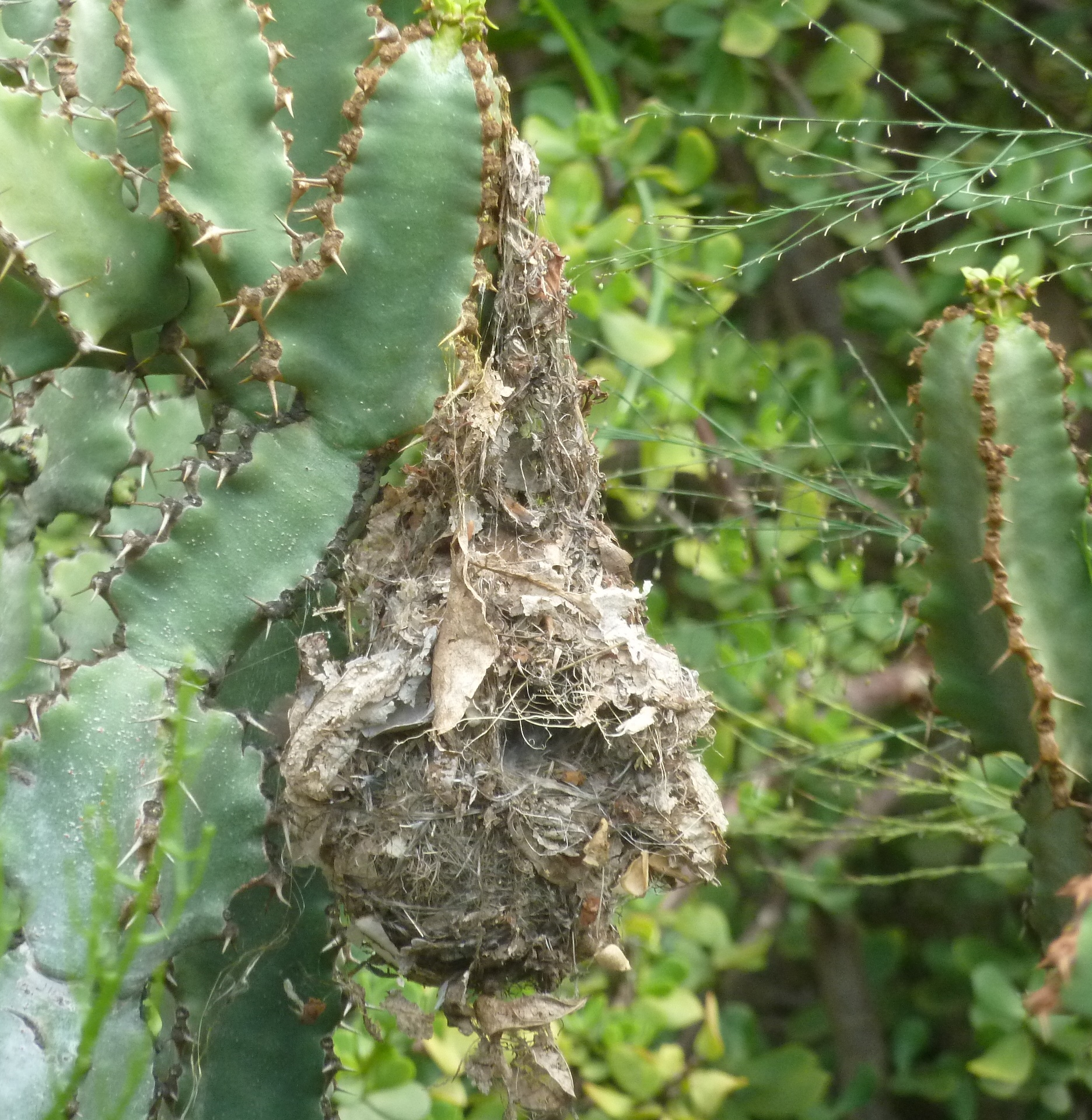
An einer Euphorbie hängendes Nest eines Weißbauch-Nektarvogels (Cinnyris talatala) in Südafrika
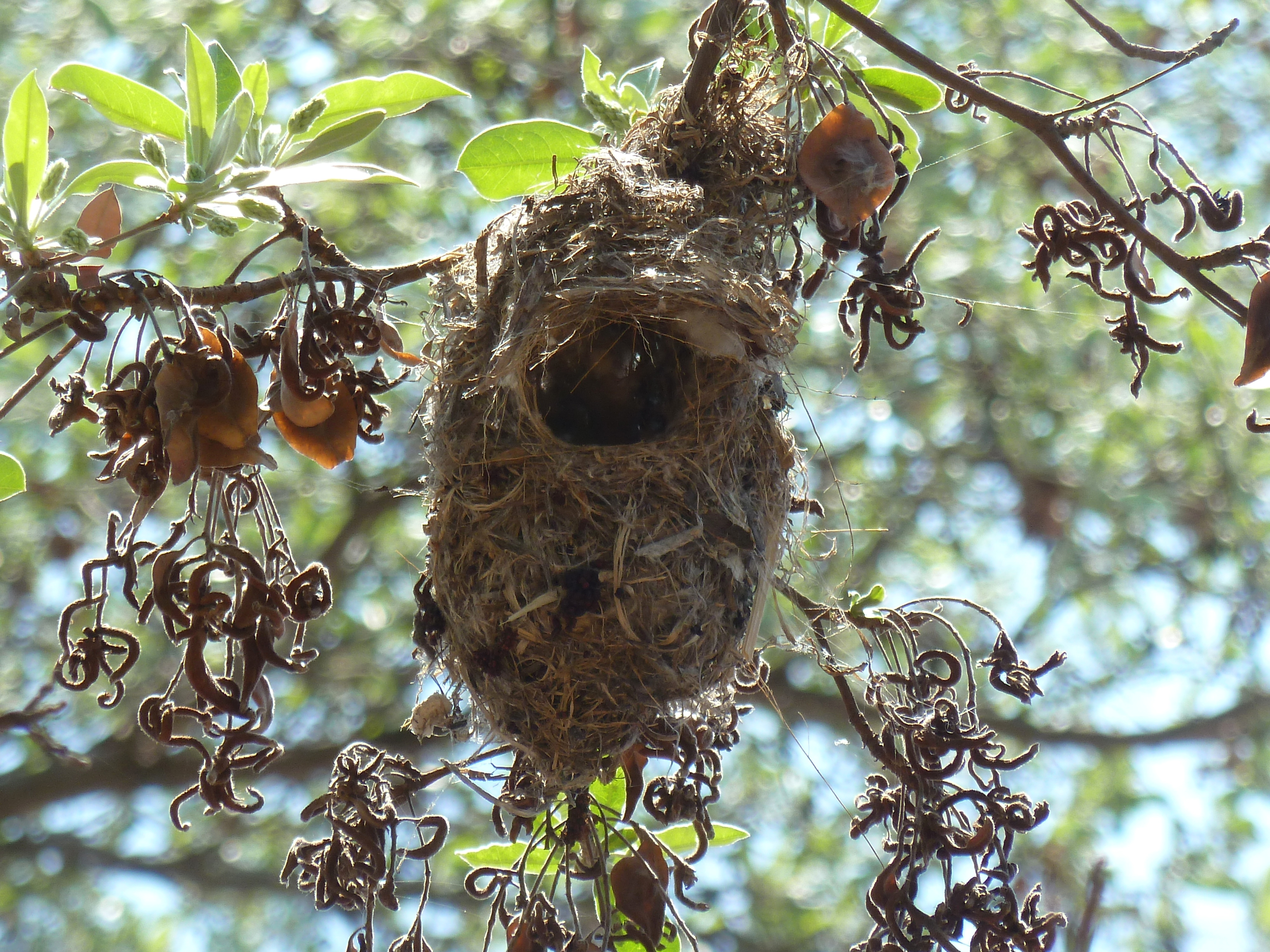
Nest eines Amethystglanzköpfchens (Chalcomitra amethystina) in Südafrika
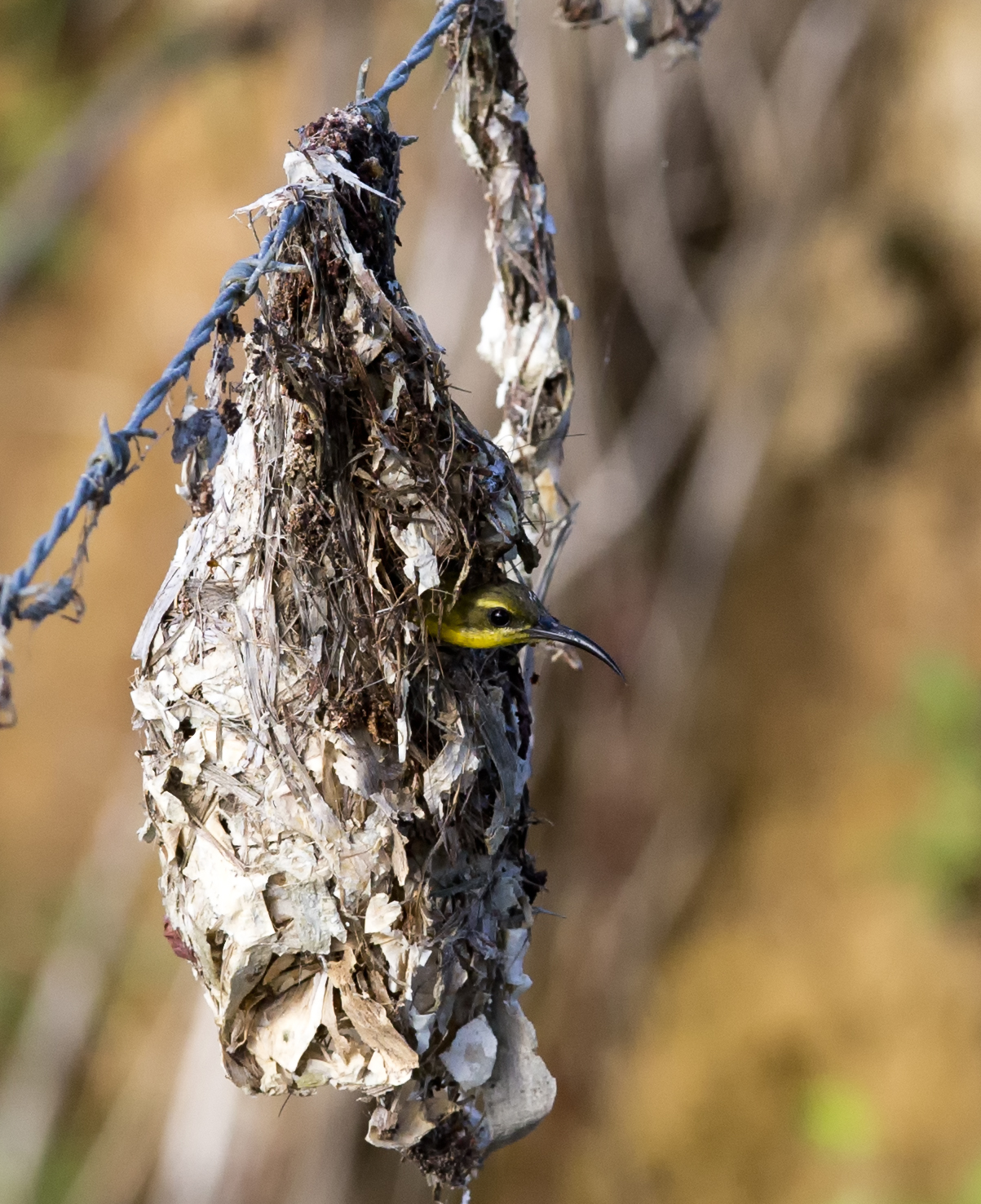
Weiblicher Grünrücken-Nektarvogel (Cinnyris jugularis) beim Brüten in Australien
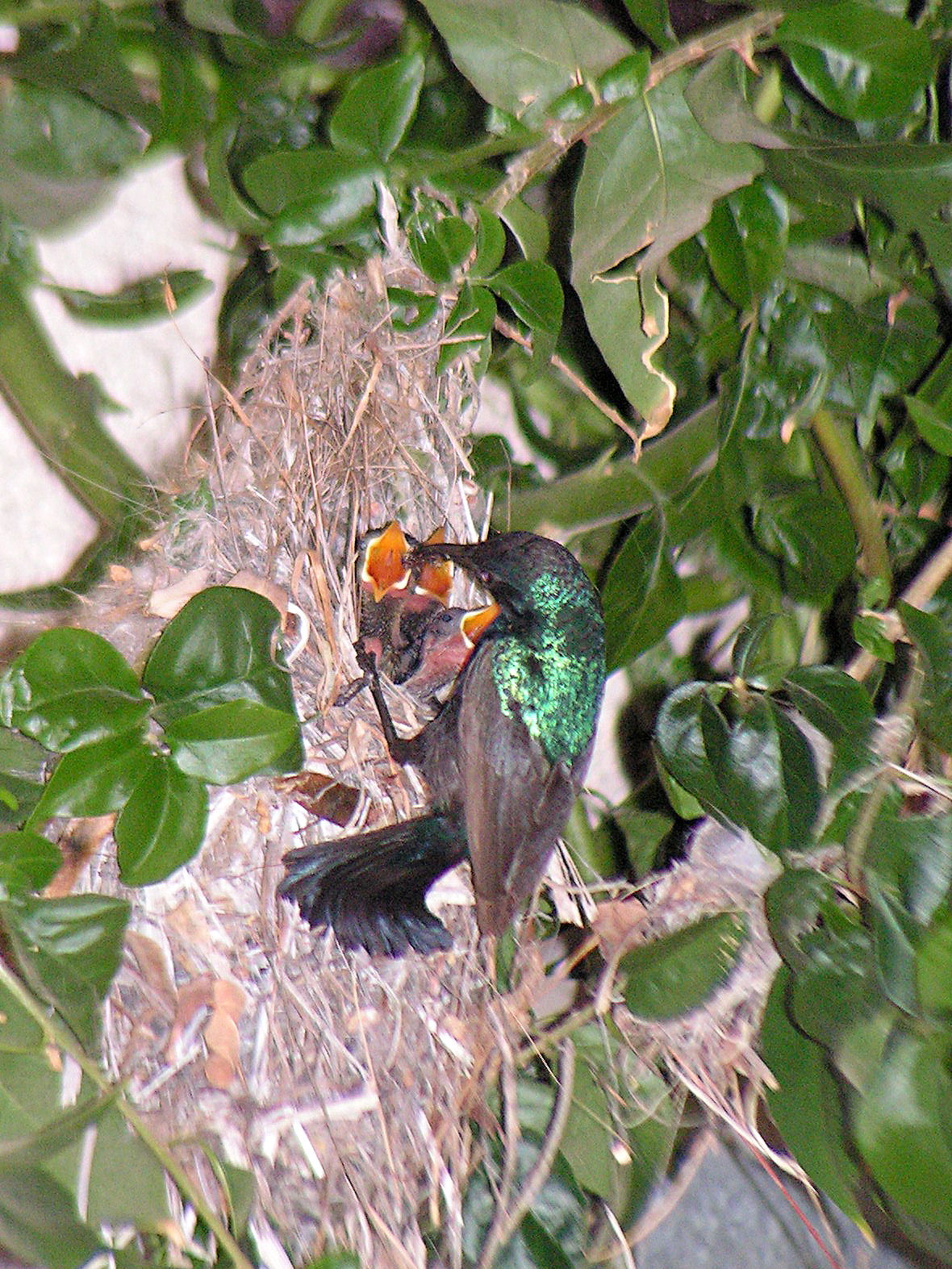
Männlicher Jerichonektarvogel (Cinnyris osea) in Israel bei der Fütterung

## Gattungen und Arten
- Aethopyga

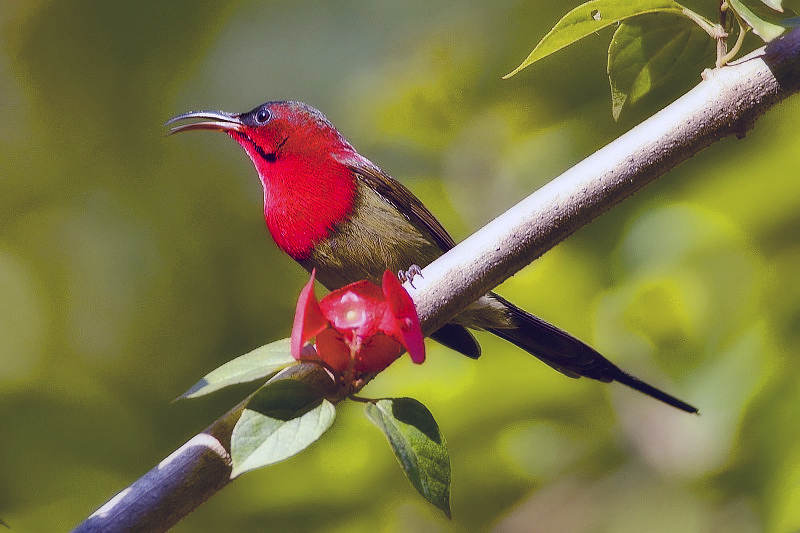
Karmesinnektarvogel (Aethopyga siparaja)

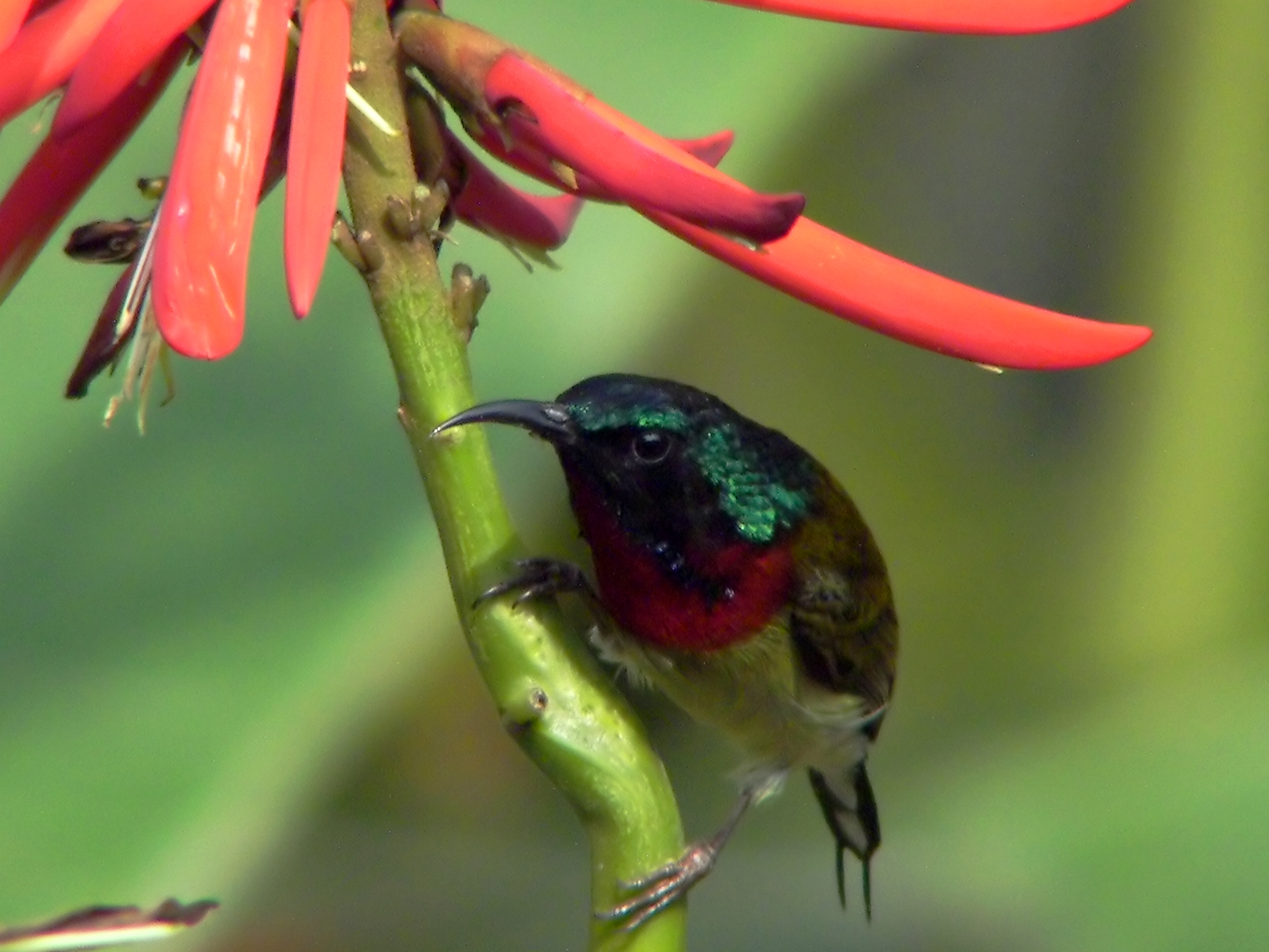
Hainannektarvogel (Aethopyga christinae)

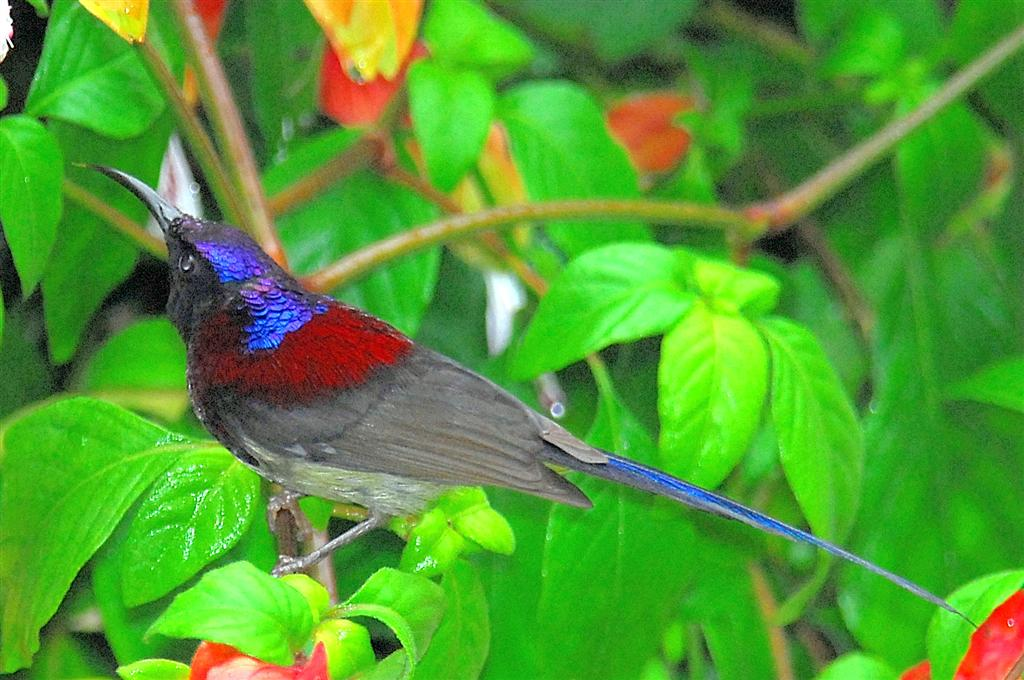
Schwarzkehl-Nektarvogel (Aethopyga saturata)

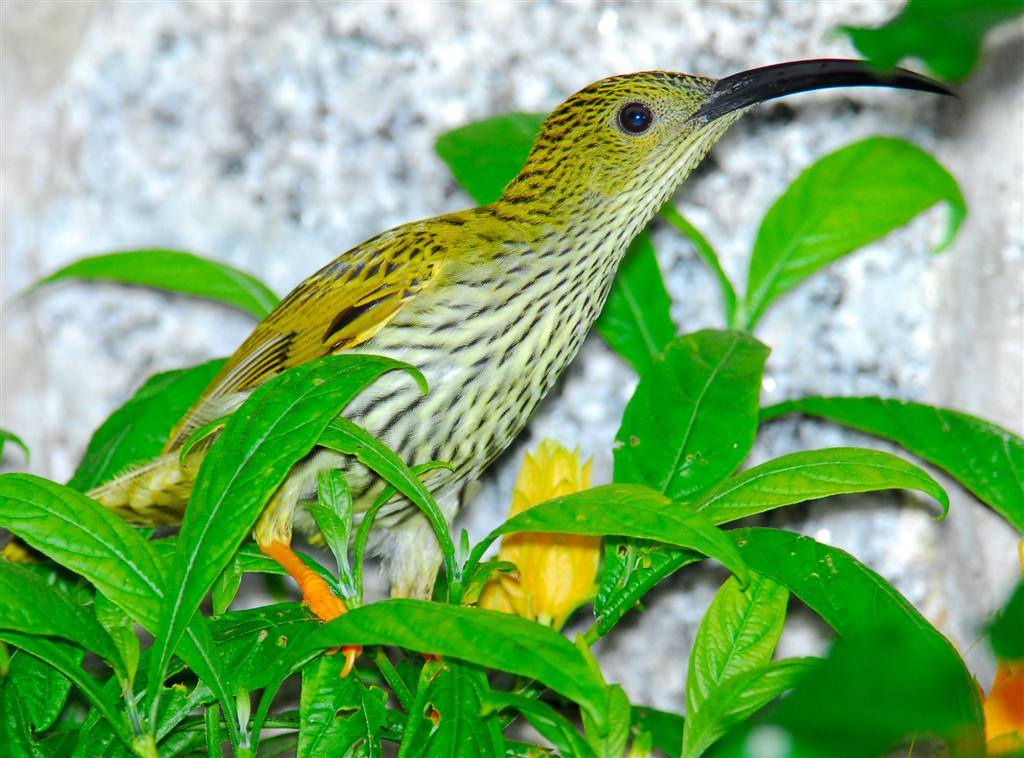
Strichelspinnenjäger (Arachnothera magna)

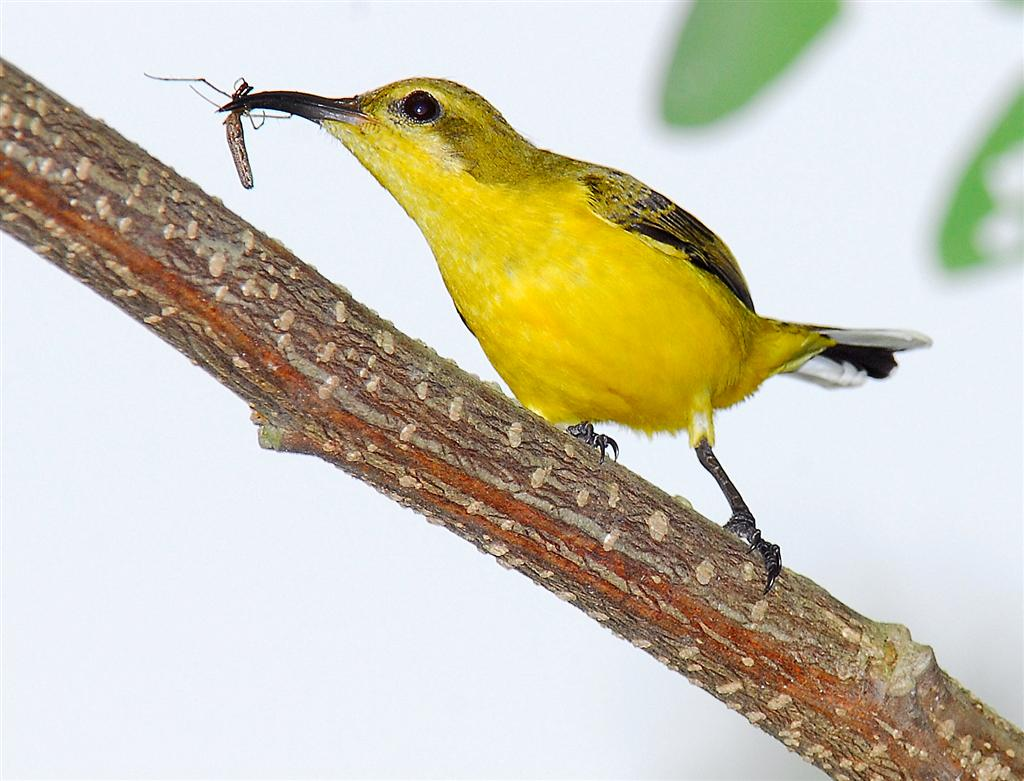
Grünrücken-Nektarvogel (Cinnyris jugularis)

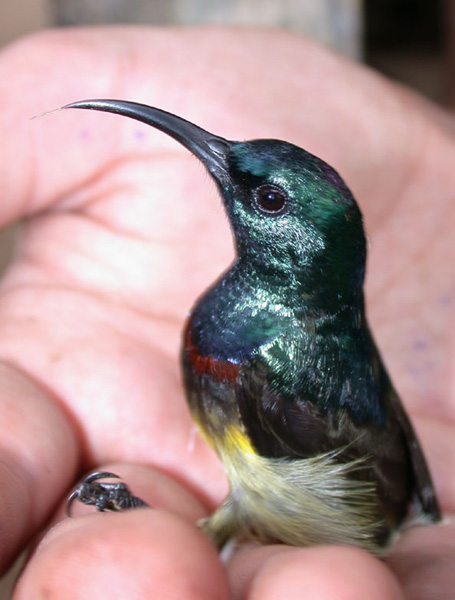
Malegassennektarvogel (Cinnyris sovimanga)

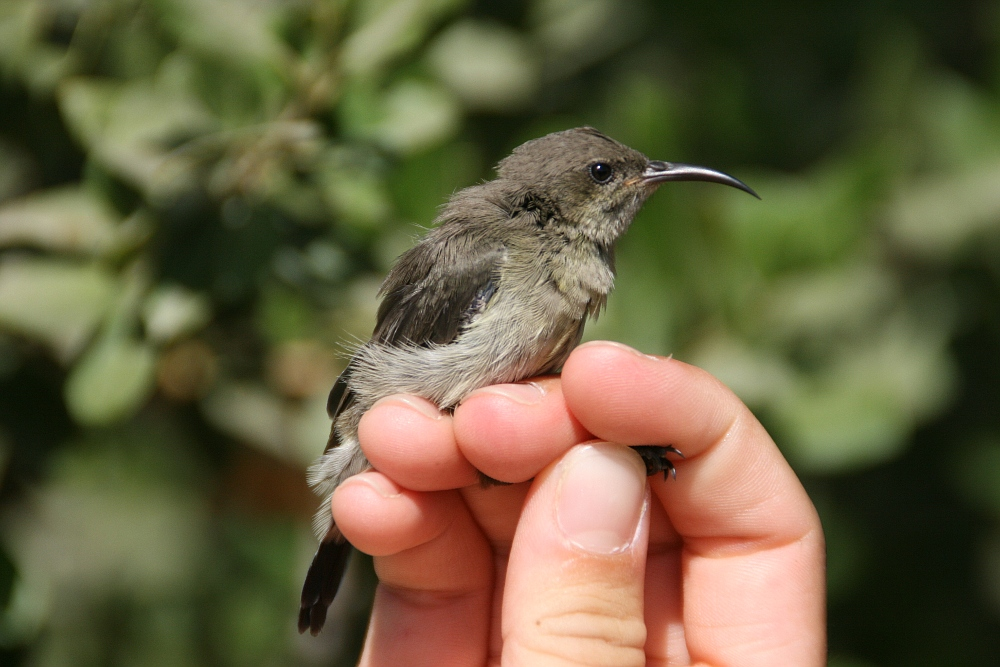
Jerichonektarvogel ♀ (Cinnyris osea)

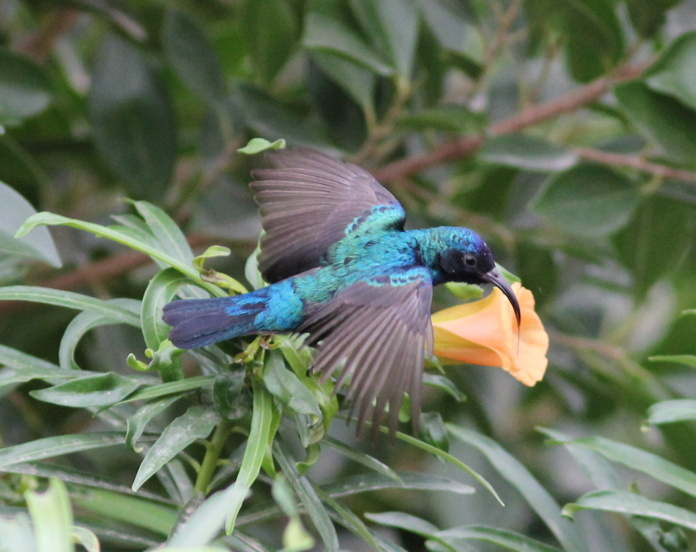
Jerichonektarvogel ♂ (Cinnyris osea)

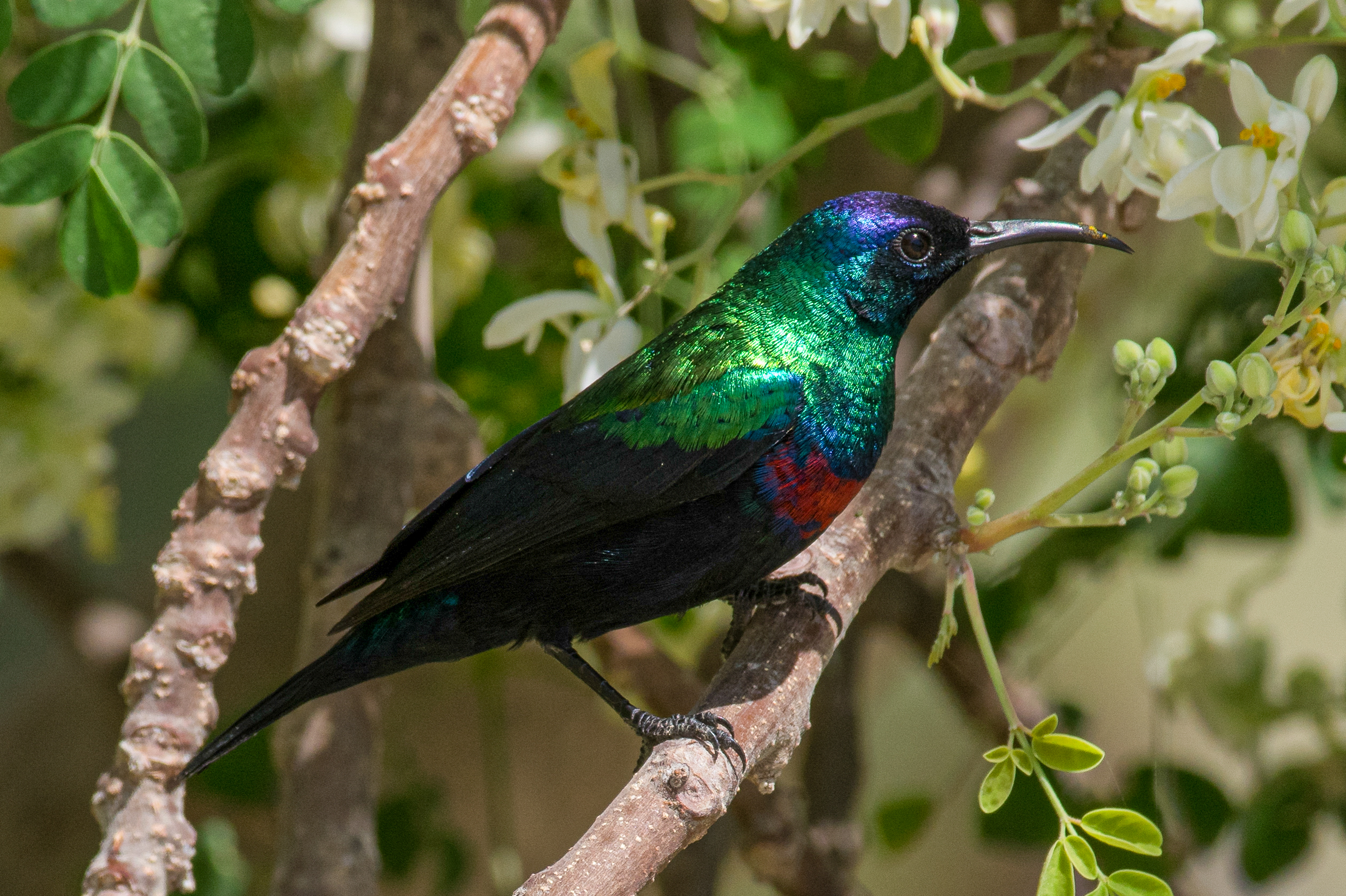
Glanznektarvogel ♂ (Cinnyris habessinicus)

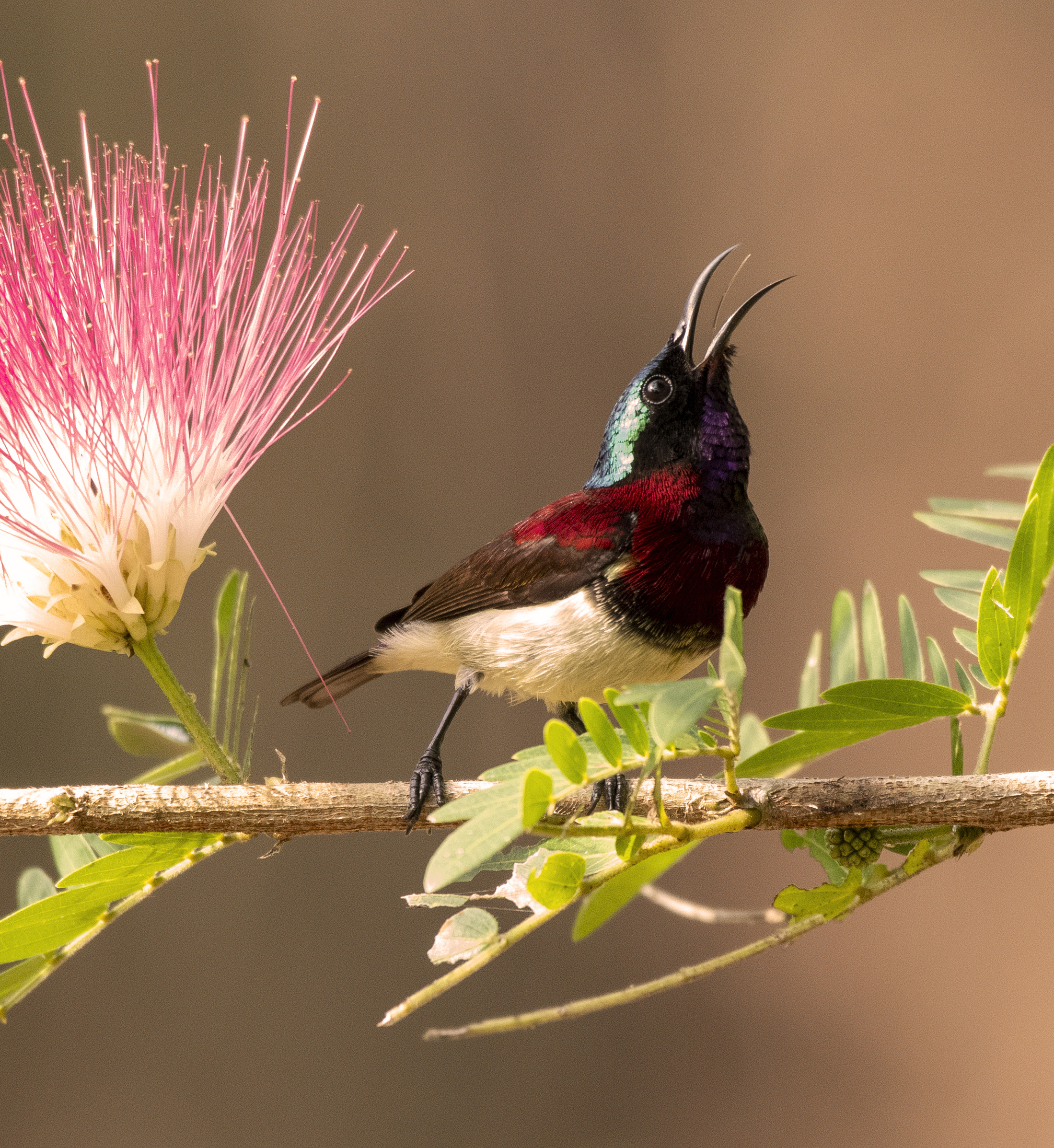
Däumlingsnektarvogel (Leptocoma minima)

  - Feuerbrust-Nektarvogel (Aethopyga flagrans)
  - Feuerschwanz-Nektarvogel (Aethopyga ignicauda)
  - Goldkehl-Nektarvogel (Aethopyga shelleyi)
  - Gould-Nektarvogel (Aethopyga gouldiae)
  - Graukehl-Nektarvogel (Aethopyga primigenia)
  - Grünschwanz-Nektarvogel (Aethopyga nipalensis)
  - Hainannektarvogel (Aethopyga christinae)
  - Javanektarvogel (Aethopyga eximia)
  - Karmesinnektarvogel (Aethopyga siparaja)
  - Mindanaonektarvogel (Aethopyga boltoni)
  - Scharlachnektarvogel (Aethopyga mystacalis)
  - Schwarzkehl-Nektarvogel (Aethopyga saturata)
  - Temminck-Nektarvogel (Aethopyga temminckii)
- Anabathmis
  - Gelbbrust-Nektarvogel (Anabathmis newtonii)
  - Hartlaub-Nektarvogel (Anabathmis hartlaubii)
  - Reichenbach-Nektarvogel (Anabathmis reichenbachii)
- Anthobaphes
  - Goldbrust-Nektarvogel (Anthobaphes violacea)
- Anthreptes
  - Blaukehl-Nektarvogel (Anthreptes reichenowi)
  - Braunkehl-Nektarvogel (Anthreptes malacensis)
  - Buntbauch-Nektarvogel (Anthreptes anchietae)
  - Erznektarvogel (Anthreptes metallicus)
  - Gabunnektarvogel (Anthreptes gabonicus)
  - Goldbauch-Nektarvogel (Anthreptes rectirostris)
  - Rotband-Nektarvogel (Anthreptes rubritorques)
  - Rotkehl-Nektarvogel (Anthreptes rhodolaemus)
  - Schlichtnektarvogel (Anthreptes simplex)
  - Schwalbennektarvogel (Anthreptes orientalis)
  - Stutzschwanz-Nektarvogel (Anthreptes seimundi)
  - Ulugurunektarvogel (Anthreptes neglectus)
  - Violettmantel-Nektarvogel (Anthreptes longuemarei)
  - Violettschwanz-Nektarvogel (Anthreptes aurantium)
- Spinnenjäger (Arachnothera)
  - Bergspinnenjäger (Arachnothera juliae)
  - Everett-Spinnenjäger (Arachnothera everetti)
  - Eyton-Spinnenjäger (Arachnothera flavigaster)
  - Gelbwangen-Spinnenjäger (Arachnothera chrysogenys)
  - Graubrust-Spinnenjäger (Arachnothera affinis)
  - Langschnabel-Spinnenjäger (Arachnothera robusta)
  - Nacktwangen-Spinnenjäger (Arachnothera clarae)
  - Strichelspinnenjäger (Arachnothera magna)
  - Weißkehl-Spinnenjäger (Arachnothera longirostra)
- Cinnyris
  - Angolanektarvogel (Cinnyris oustaleti)
  - Anjouannektarvogel (Cinnyris comorensis)
  - Bergnektarvogel (Cinnyris ludovicensis)
  - Bindennektarvogel (Cinnyris mariquensis)
  - Blutbrust-Nektarvogel (Cinnyris rockefelleri)
  - Braunbauch-Nektarvogel (Cinnyris bouvieri)
  - Doppelband-Nektarvogel (Cinnyris afer)
  - Elfennektarvogel (Cinnyris pulchellus)
  - Einfarb-Nektarvogel (Cinnyris batesi)
  - Fülleborn-Nektarvogel (Cinnyris fuelleborni)
  - Gertrudisnektarvogel (Cinnyris gertrudis)
  - Glanznektarvogel (Cinnyris habessinicus)
  - Graubrust-Nektarvogel (Cinnyris ursulae)
  - Grünrücken-Nektarvogel (Cinnyris jugularis)
  - Grünscheitel-Nektarvogel (Cinnyris johannae)
  - Hochland-Nektarvogel (Cinnyris mediocris)
  - Jerichonektarvogel (Cinnyris osea)
  - Kapnektarvogel (Cinnyris chalybeus)
  - Kongonektarvogel (Cinnyris congensis)
  - Königsnektarvogel (Cinnyris regius)
  - Kupfernektarvogel (Cinnyris cupreus)
  - Lotennektarvogel (Cinnyris lotenius)
  - Malegassennektarvogel (Cinnyris sovimanga)
  - Marungunektarvogel (Cinnyris prigoginei)
  - Mayottenektarvogel (Cinnyris coquerellii)
  - Mennigbrust-Nektarvogel (Cinnyris nectarinioides)
  - Miombonektarvogel (Cinnyris manoensis)
  - Moreaunektarvogel (Cinnyris moreaui)
  - Nandinektarvogel (Cinnyris reichenowi)
  - Neergaard-Nektarvogel (Cinnyris neergaardi)
  - Olivbauch-Nektarvogel (Cinnyris chloropygius)
  - Orangebauch-Nektarvogel (Cinnyris loveridgei)
  - Pembanektarvogel (Cinnyris pembae)
  - Prachtnektarvogel (Cinnyris superbus)
  - Purpurnektarvogel (Cinnyris asiaticus)
  - Rotflügel-Nektarvogel (Cinnyris rufipennis)
  - Rußnektarvogel (Cinnyris fuscus)
  - Scharlachbrust-Nektarvogel (Cinnyris shelleyi)
  - Schlichtmantel-Nektarvogel (Cinnyris humbloti)
  - Schmucknektarvogel (Cinnyris erythrocercus)
  - Seychellennektarvogel (Cinnyris dussumieri)
  - Sonnennektarvogel (Cinnyris solaris)
  - Stahlnektarvogel (Cinnyris notatus)
  - Stuhlmann-Nektarvogel (Cinnyris stuhlmanni)
  - Sumbanektarvogel (Cinnyris buettikoferi)
  - Tsavonektarvogel (Cinnyris tsavoensis)
  - Usambaranektarvogel (Cinnyris usambaricus)
  - Veilchenbrust-Nektarvogel (Cinnyris chalcomelas)
  - Vielfarben-Nektarvogel (Cinnyris coccinigastrus)
  - Wakatobi-Nektarvogel (Cinnyris infrenatus)
  - Weißbauch-Nektarvogel (Cinnyris talatala)
  - Ziernektarvogel (Cinnyris venustus)
  - Zweiband-Nektarvogel (Cinnyris bifasciatus)
  - Zwergnektarvogel (Cinnyris minullus)
- Chalcomitra
  - Amethystglanzköpfchen (Chalcomitra amethystina)
  - Fahlkehl-Glanzköpfchen (Chalcomitra adelberti)
  - Grünkehl-Glanzköpfchen ( Chalcomitra rubescens)
  - Karmel-Glanzköpfchen (Chalcomitra fuliginosa)
  - Purpurbürzel-Glanzköpfchen (Chalcomitra hunteri)
  - Rotbrust-Glanzköpfchen (Chalcomitra senegalensis)
  - Sokotranektarvogel (Chalcomitra balfouri)
- Chalcoparia
  - Rubinwangen-Nektarvogel (Chalcoparia singalensis)
- Cyanomitra
  - Bannerman-Nektarvogel (Cyanomitra bannermani)
  - Blaukopf-Nektarvogel (Cyanomitra oritis)
  - Braunrücken-Nektarvogel (Cyanomitra cyanolaema)
  - Graunektarvogel (Cyanomitra veroxii)
  - Grünkopf-Nektarvogel (Cyanomitra verticalis)
  - Olivnektarvogel (Cyanomitra olivacea)
  - Ruwenzorinektarvogel (Cyanomitra alinae)
- Deleornis
  - Graukopf-Nektarvogel (Deleornis axillaris)
  - Laubnektarvogel (Deleornis fraseri)
- Dreptes
  - Riesennektarvogel (Dreptes thomensis)
- Hedydipna
  - Amaninektarvogel (Hedydipna pallidigaster)
  - Erznektarvogel (Hedydipna metallica)
  - Grünbrust-Nektarvogel (Hedydipna platura)
  - Waldnektarvogel (Hedydipna collaris)
- Hypogramma
  - Streifennektarvogel (Hypogramma hypogrammicum)
- Leptocoma
  - Ceylonnektarvogel (Leptocoma zeylonica)
  - Däumlingsnektarvogel (Leptocoma minima)
  - Kupferkehl-Nektarvogel (Leptocoma calcostetha)
  - Purpurkehl-Nektarvogel (Leptocoma sperata)
  - Seidennektarvogel (Leptocoma sericea)
  - Lotosnektarvogel (Leptocoma lotenia)
- Nectarinia
  - Bocage-Nektarvogel (Nectarinia bocagii)
  - Bronzenektarvogel (Nectarinia kilimensis)
  - Lobelien-Nektarvogel (Nectarinia johnstoni)
  - Malachit-Nektarvogel (Nectarinia famosa)
  - Purpurbauch-Nektarvogel (Nectarinia purpureiventris)
  - Takazzenektarvogel (Nectarinia tacazze)